# Leptogium granadillae
Leptogium granadillae är en lavart som först beskrevs av C. W. Dodge, och fick sitt nu gällande namn av Degel. Leptogium granadillae ingår i släktet Leptogium och familjen Collemataceae.   Inga underarter finns listade i Catalogue of Life.